# Évolution du Collège cardinalice sous le pontificat de Grégoire XVI
Cet article présente les évolutions au sein du Sacré Collège au cours du pontificat du pape Grégoire XVI, depuis l'ouverture du conclave qui l'a élu, le 14 décembre 1830, jusqu'à sa mort survenue le 1er juin 1846.

## Évolution numérique au cours du pontificat
| Date       | Évènement                                                                                        | Pays | Total |
| ---------- | ------------------------------------------------------------------------------------------------ | ---- | ----- |
| 14/12/1830 | Cardinaux au moment du Conclave de 1830-1831                                                     |      | 54    |
| 02/02/1831 | Élection papale du cardinal Bartolomeo Alberto (Mauro) Cappellari sous le nom de Grégoire XVI    |      | 53    |
| 25/02/1831 | Décès du cardinal Belisario Cristaldi                                                            |      | 52    |
| 23/07/1831 | Décès du cardinal Rodolphe de Habsbourg-Lorraine d'Autriche                                      |      | 51    |
| 13/09/1831 | Décès du cardinal Alexander Rudnay                                                               |      | 50    |
| 30/09/1831 | Consistoire : création de 2 cardinaux et de 10 cardinaux in pectore                              |      | 62    |
| 02/12/1831 | Décès du cardinal Ignazio Nasalli                                                                |      | 61    |
| 31/12/1831 | Décès du cardinal Teresio Maria Carlo Vittorio Ferrero della Marmora                             |      | 60    |
| 29/01/1832 | Décès du cardinal Bonaventura Gazzola                                                            |      | 59    |
| 04/02/1832 | Décès du cardinal Raffaele Mazio                                                                 |      | 58    |
| 05/02/1832 | Décès du cardinal Cesare Guerrieri Gonzaga                                                       |      | 57    |
| 02/07/1832 | Consistoire : création de 2 cardinaux et révélation de 7 cardinaux in pectore                    |      | 59    |
| 06/10/1832 | Décès du cardinal Benedetto Naro                                                                 |      | 58    |
| 17/12/1832 | Décès du cardinal Luigi Ruffo-Scilla                                                             |      | 57    |
| 03/02/1833 | Décès du cardinal Tommasso Arezzo                                                                |      | 56    |
| 08/02/1833 | Décès du cardinal Louis-François de Rohan-Chabot                                                 |      | 55    |
| 15/04/1833 | Consistoire : création de 2 cardinaux et révélation d'un cardinal in pectore                     |      | 57    |
| 24/07/1833 | Décès du cardinal Lorenzo Girolamo Mattei                                                        |      | 56    |
| 29/07/1833 | Consistoire : création de 2 cardinaux                                                            |      | 58    |
| 15/11/1833 | Décès du cardinal Giovanni Caccia-Piatti                                                         |      | 57    |
| 20/01/1834 | Consistoire : création de 2 cardinaux                                                            |      | 59    |
| 24/02/1834 | Décès du cardinal Pietro Caprano                                                                 |      | 58    |
| 15/05/1834 | Décès du cardinal Benedetto Cappelletti                                                          |      | 57    |
| 23/06/1834 | Consistoire : création de 3 cardinaux et 6 in pectore et révélation d'une création antérieure    |      | 66    |
| 08/07/1834 | Décès du cardinal Antonio Frosini                                                                |      | 65    |
| 19/07/1834 | Décès du cardinal Antonio Pallotta                                                               |      | 64    |
| 29/10/1834 | Décès du cardinal Giacinto Placido Zurla                                                         |      | 63    |
| 03/12/1834 | Décès du cardinal Giuseppe Albani                                                                |      | 62    |
| 06/04/1835 | Consistoire : création d'un cardinal et un in pectore et révélation de 3 créations antérieures   |      | 64    |
| 11/04/1835 | Décès du cardinal Francesco Canali                                                               |      | 63    |
| 03/06/1835 | Décès du cardinal Francesco Maria Pandolfi Alberici                                              |      | 62    |
| 30/01/1836 | Décès du cardinal Pedro Inguanzo y Rivero                                                        |      | 61    |
| 01/02/1836 | Consistoire : création de 2 cardinaux                                                            |      | 63    |
| 11/07/1836 | Consistoire : révélation de 3 cardinaux in pectore                                               |      | 63    |
| 19/07/1836 | Décès du cardinal Jean Lefebvre de Cheverus                                                      |      | 62    |
| 14/09/1836 | Décès du cardinal Luigi Bottiglia Savoulx                                                        |      | 61    |
| 23/11/1836 | Décès du cardinal Giuseppe Maria Velzi                                                           |      | 60    |
| 10/04/1837 | Décès du cardinal Thomas Weld                                                                    |      | 59    |
| 19/05/1837 | Consistoire : création d'un cardinal et d'un cardinal in pectore                                 |      | 61    |
| 18/06/1837 | Décès du cardinal Pierfrancesco Galleffi                                                         |      | 60    |
| 05/07/1837 | Décès du cardinal Gaetano Trigona e Parisi                                                       |      | 59    |
| 12/09/1837 | Décès du cardinal Cesare Brancadoro                                                              |      | 58    |
| 14/10/1837 | Décès du cardinal Luigi Frezza                                                                   |      | 57    |
| 09/11/1837 | Décès du cardinal Domenico de Simone                                                             |      | 56    |
| 16/11/1837 | Décès du cardinal Giorgio Doria Pamphilj                                                         |      | 55    |
| 05/12/1837 | Décès du cardinal Cesare Nembrini Pironi Gonzaga                                                 |      | 54    |
| 12/02/1838 | Consistoire : création de 5 cardinaux et 3 in pectore et révélation d'une création antérieure    |      | 62    |
| 13/09/1838 | Consistoire : création d'un cardinal et d'un in pectore et révélation d'une création antérieure  |      | 64    |
| 14/11/1838 | Décès du cardinal Giovanni Antonio Benvenuti                                                     |      | 63    |
| 30/11/1838 | Consistoire : création d'un cardinal in pectore                                                  |      | 64    |
| 18/02/1839 | Consistoire : création d'un cardinal in pectore et révélation de 2 créations antérieures         |      | 65    |
| 13/05/1839 | Décès du cardinal Joseph Fesch                                                                   |      | 64    |
| 23/06/1839 | Décès du cardinal Giuseppe Antonio Sala                                                          |      | 63    |
| 08/07/1839 | Consistoire : création d'un cardinal et révélation de 3 cardinaux in pectore                     |      | 64    |
| 07/10/1839 | Décès du cardinal Joachim-Jean-Xavier d'Isoard                                                   |      | 63    |
| 28/10/1839 | Décès du cardinal Francesco Tiberi Contigliano                                                   |      | 62    |
| 01/12/1839 | Décès du cardinal Jean-Baptiste de Latil                                                         |      | 61    |
| 07/12/1839 | Décès du cardinal Emmanuele de Gregorio                                                          |      | 60    |
| 23/12/1839 | Consistoire : création d'un cardinal et de 3 cardinaux in pectore                                |      | 64    |
| 03/01/1840 | Décès du cardinal Patricio da Silva                                                              |      | 63    |
| 22/07/1840 | Décès du cardinal Giovanni Francesco Falzacappa                                                  |      | 62    |
| 22/07/1840 | Décès du cardinal Ercole Dandini                                                                 |      | 61    |
| 14/12/1840 | Consistoire : création de 2 cardinaux in pectore et révélation de 2 créations antérieures        |      | 63    |
| 01/03/1841 | Consistoire : création d'un cardinal                                                             |      | 64    |
| 16/03/1841 | Décès du cardinal Juan Francisco Marco y Catalán                                                 |      | 63    |
| 25/04/1841 | Décès du cardinal Antonio Domenico Gamberini                                                     |      | 62    |
| 12/07/1841 | Consistoire : création d'un cardinal in pectore et révélation d'une création antérieure          |      | 63    |
| 17/08/1841 | Décès du cardinal Carlo Odescalchi                                                               |      | 62    |
| 18/12/1841 | Décès du cardinal Giuseppe della Porta Rodiani                                                   |      | 61    |
| 24/01/1842 | Consistoire : création de 2 cardinaux et révélation de 3 cardinaux in pectore                    |      | 63    |
| 22/03/1842 | Décès du cardinal Giuseppe Morozzo della Rocca                                                   |      | 62    |
| 07/11/1842 | Décès du cardinal Agostino Rivarola                                                              |      | 61    |
| 27/01/1843 | Consistoire : création de 3 cardinaux                                                            |      | 64    |
| 24/02/1843 | Décès du cardinal Giacomo Giustiniani                                                            |      | 63    |
| 19/06/1843 | Consistoire : création de 2 cardinaux                                                            |      | 65    |
| 27/06/1843 | Consistoire : création d'un cardinal                                                             |      | 66    |
| 03/08/1843 | Décès du cardinal Fabrizio Sceberras Testaferrata                                                |      | 65    |
| 11/10/1843 | Décès du cardinal Alessandro Giustiniani                                                         |      | 64    |
| 19/11/1843 | Décès du cardinal Carlo Maria Pedicini                                                           |      | 63    |
| 16/12/1843 | Décès du cardinal Alessandro Spada                                                               |      | 62    |
| 01/01/1844 | Décès du cardinal Gustave-Maximilien-Juste de Croÿ-Solre                                         |      | 61    |
| 22/01/1844 | Consistoire : création de 2 cardinaux et d'un in pectore et révélation d'une création antérieure |      | 64    |
| 29/01/1844 | Décès du cardinal Filippo Giudice Caracciolo                                                     |      | 63    |
| 31/01/1844 | Décès du cardinal Giovanni Battista Bussi                                                        |      | 62    |
| 19/04/1844 | Décès du cardinal Bartolomeo Pacca                                                               |      | 61    |
| 22/07/1844 | Consistoire : création d'un cardinal et de 4 cardinaux in pectore                                |      | 66    |
| 09/09/1844 | Décès du cardinal Silvestro Belli                                                                |      | 65    |
| 12/01/1845 | Décès du cardinal Nicola Grimaldi                                                                |      | 64    |
| 18/04/1845 | Décès du cardinal Luigi Del Drago                                                                |      | 63    |
| 21/04/1845 | Consistoire : révélation de 4 cardinaux in pectore                                               |      | 63    |
| 07/05/1845 | Décès du cardinal Francisco de São Luís Saraiva                                                  |      | 62    |
| 15/06/1845 | Décès du cardinal Francesco Capaccini                                                            |      | 61    |
| 24/11/1845 | Consistoire : révélation de 2 cardinaux in pectore                                               |      | 61    |
| 26/11/1845 | Décès du cardinal Giuseppe Antonio Zacchia Rondinini                                             |      | 60    |
| 19/01/1846 | Consistoire : création de 3 cardinaux                                                            |      | 63    |
| 04/03/1846 | Décès du cardinal Paolo Mangelli Orsi                                                            |      | 62    |
| 01/06/1846 | Décès du pape Grégoire XVI                                                                       |      | 62    |

## Cardinaux créés parGrégoire XVI
Au cours d'un pontificat de plus de quinze ans, le pape Grégoire XVI (1830-1846) a créé 75 cardinaux lors de 28 consistoires. Le dernier connu, le prince Friedrich Joseph Cölestin zu Schwarzenberg, créé cardinal le 24 janvier 1842, est mort le 27 mars 1885, âgé de 75 ans. 